# Містер Олімпія
«Містер Олімпія» (англ. Mr. Olympia) — титул, яким нагороджуєтся переможець конкурсу з культуризму (бодибілдингу) «Joe Weider's Olympia Weekend». Це найпрестижніший міжнародний конкурс з культуризму, який проводиться щорічно Міжнародною федерацією бодібілдингу та фітнесу (IFBB). В конкурсі мають право брати участь тільки культуристи-професіонали, що отримали, відповідно, карту професіонала, отримавши перемогу у визначених аматорських змаганнях із бодибілдингу.

## Історія
Містер Олімпія став творінням Джо Вейдера, який вирішив зробити єдине змагання, де б могли зустрітися спортсмени, які вже володіли титулами Містер Всесвіт, Містер Америка і Містер Світ, щоб довести свою перевагу і отримати звання найкращого атлета світу.

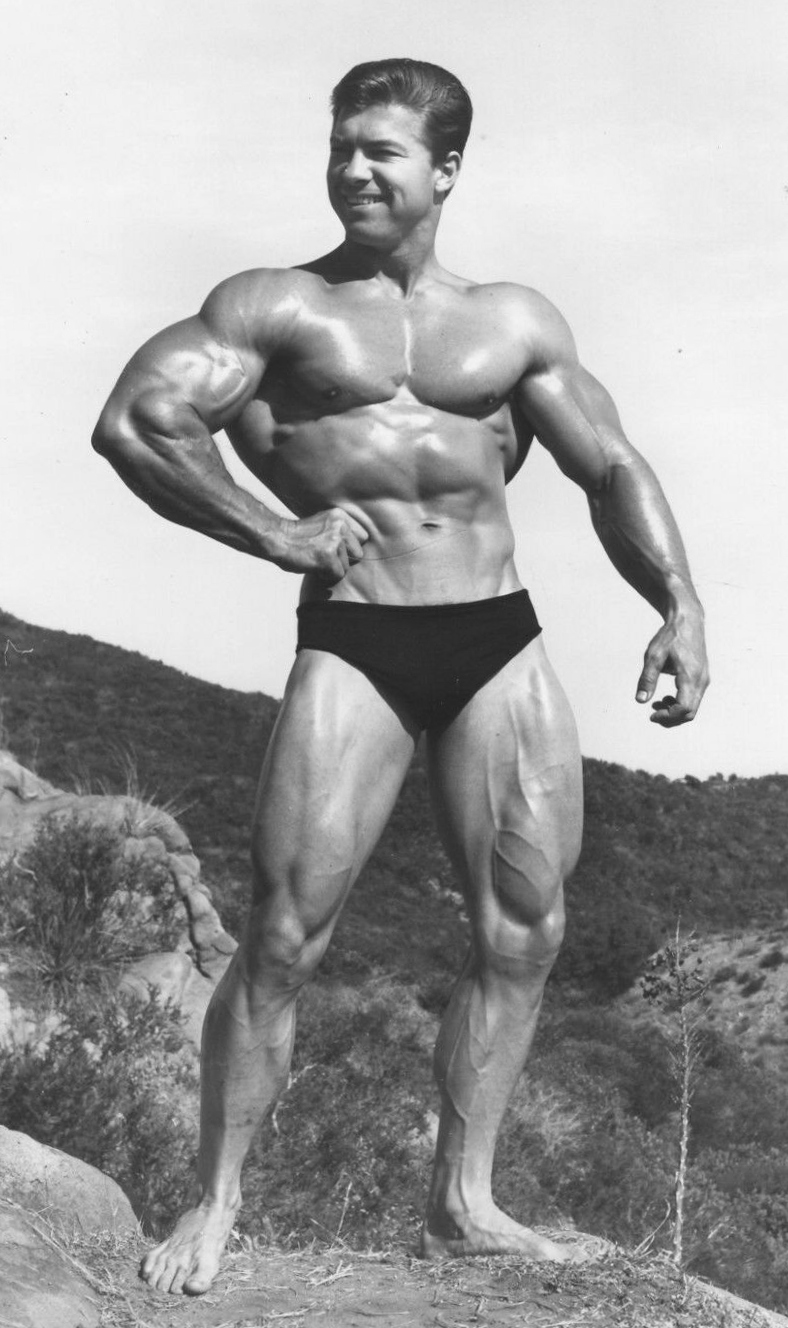
Ларрі Скотт

### 1960-ті
У 1965 та 1966 роках титул Містера Олімпії здобув Ларрі Скотт - відомий на той час бодібілдер. Згодом Скотт завершив кар'єру і на сьогодні є єдиним чемпіоном, який не програвав на турнірах Містер Олімпія.
Гарольд Пул утримує за собою два досягнення - як наймолодший атлет, який коли-небудь брав участь в Олімпії. У 1965 році він виступив у віці 21 року. Іншим здобутком є те, що Гарольд є єдиним, який змагався у всіх трьох перших турнірах Містер Олімпія - він посів друге місце у 1965 та 1966 роках.
Олімпія 1967 року була за Серхіо Олівою, який ознаменував нову епоху в бодібілдингу. З ростом 178 см та вагою 111 кг Оліву називали «Міф», що відображало небачений на той час рівень м'язової маси та сухості, а також пропорційну V-подібну фігуру з широкими плечима та вузькою талією. Оліва виграв і наступні змагання у 1967, 1968 і 1969, в останньому турнірі він завдав поразки Арнольду Шварценеггеру.

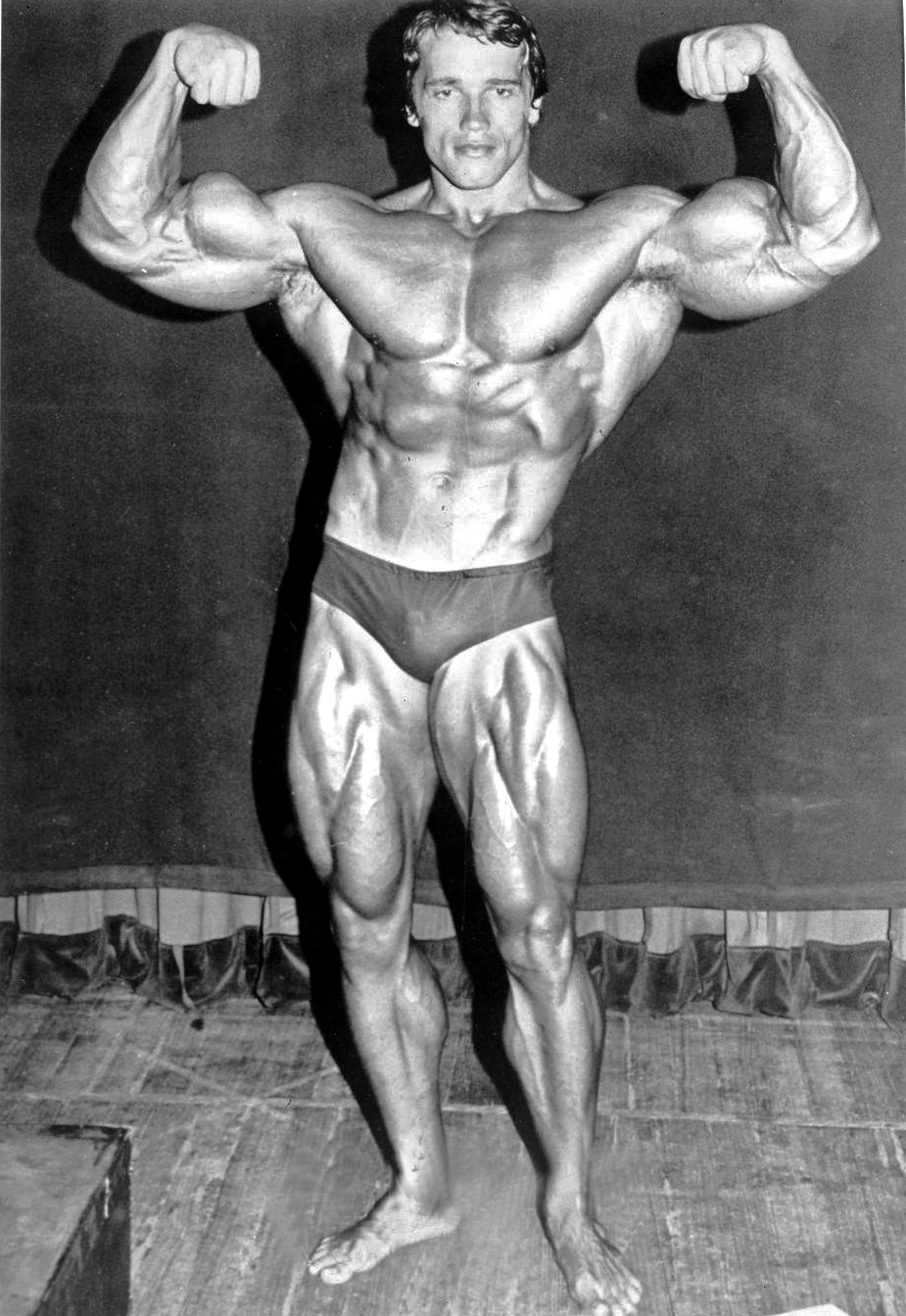
Арнольд Шварценеггер у 1974 році

### 1970-ті
Арнольд Шварценеггер переміг Оліву на Олімпії 1970 і 1971 років. Він здолав Оліву знову у 1972 і продовжив переможну серію, вигравши на трьох наступних змаганнях. Турнір 1975 року був висвітлений у документальній драмі «Качаючи залізо» (Pumping Iron) за участю багатьох відомих бодібілдерів, зокрема Лу Ферріньйо, Серж Нюбре і Франко Коломбо, який здобув перемоги на Олімпіях 1976 та 1981 років.
В період 1974-1979 років використовувалася система двох вагових дивізіонів, які розділяли атлетів на дві категорії: "Важка" (понад 200 фунтів / 91 кг) та "Легка" (менше 200 фунтів / 91 кг). Переможці кожного дивізіону пізніше змагалися один з одним, щоб визначити остаточного чемпіона.
Після перемоги на Олімпії 1975, Шварценеггер оголосив про завершення кар'єри.
Турніри 1977, 1978 і 1979 років були за Френком Зейном. Не будучи настільки фізично масивним як попередники, зокрема Шварцнеггер, Оліва чи Ферріньйо, Зейн вирізнявся хорошою симетрією, пропорціями та сухістю.

### 1980-ті
У 1980 році Шварценеггер повернувся і виграв Олімпію знову після п'ятирічної перерви. Він досить пізно оголосив про свою участь, тож учасники не знали про його наміри. Сьома перемога була досить суперечливою, оскільки більшість спортсменів та експертів зійшлися на думці, що Арнольду бракувало м'язової маси та пропорцій, і він не мав посісти вищі місця, ніж Кріс Дікерсон чи Майк Ментцер. Деякі атлети оголосили бойкот турніру наступного року, а Ментцер покинув бодібілдінг.
Наступного року вдруге перемогу здобув Франко Коломбо. Кріс Дікерсон переміг у 1982 році, а у 1983 році першим став Самір Баннут. Починаючи з 1984 року 8 титулів Містера Олімпії підряд завоював Лі Хейні.

### 1990-ті
Лі Хейні пішов з бодібілдингу після своєї останньої перемоги на Олімпії 1991 року.
Посівши друге місце після Хейні попереднього року Доріан Єйтс став першим шість разів підряд з 1992 по 1997 роки. Доріана вважають революціонером бодібілдингу - на сцені він виділявся величезною масою в поєднанні з «гранітною жорсткістю». 1990-ті охрестили "ерою гормону росту". Доріан одним з перших почав експериментувати з гормонами, що дозволило йому та наступним поколінням культуристів значно збільшитися в розмірах. А згодом і суддівство на професійних змаганнях стало віддавати перевагу атлетам з більшою м'язовою масою. Через це серед більш консервативних бодібілдерів поширилися думки, що тепер м'язова маса стала найважливішим фактором для перемоги, навіть більш важливим ніж симетрія, естетика та пропорції.
Єйтс покинув професійний бодібілдинг після перемоги у 1997 році, оскільки його вже почали переслідувати травми. Кеннет "Флекс" Віллер виглядав як його наступник, однак Ронні Коулмен, який у 1997 був лише 9-им, здивував всіх феноменальною формою наступного року і виграв підряд 8 титулів Містера Олімпії.

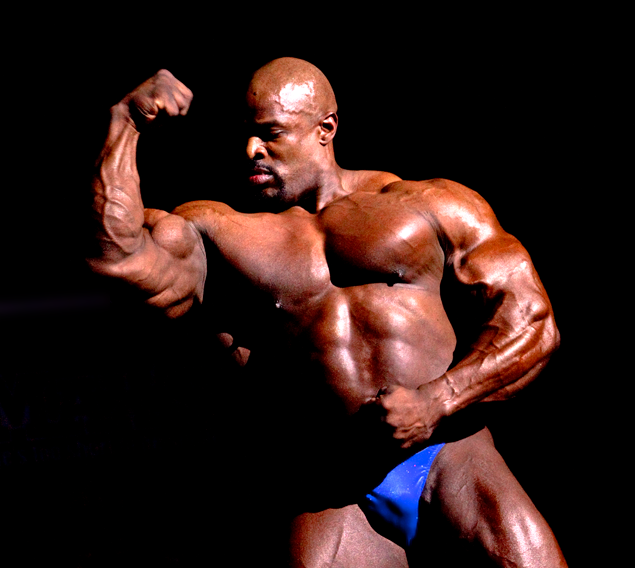
Ронні Коулмен у 2009 році

### 2000-і
Ронні Коулмен переміг на турнірі 8 разів, повторивши рекорд Лі Хейні. У 2006 році Ронні повернувся для захисту титулу, але посів лише друге місце, поступившись Джею Катлеру, який здобув першу перемогу після чотирьох років невдач і других місць. Катлер зумів закріпити успіх і у 2007 році. Коулмен став лише четвертим і оголосив про завершення кар'єри професійного бодібілдера. У 2008 році Декстер Джексон завдав поразки Джею Катлеру і став Містером Олімпія. Та вже через рік Джей повернув собі титул і став єдиним в історії атлетом, якому вдалося стати Містером Олімпією після поразки на попередньому турнірі.

### 2010-ті
У 2010 році Катлер повернувся і завоював свій четвертий титул. Та вже у 2011 Джей поступився Філу Хіту, у якого почалася переможна серія аж до 2018 року. З 2012 по 2014 Олімпія ознаменувалася протистоянням між Каєм Гріном і Філом Хітом, в якій Кай завжди фінішував другим. Перервати серію Філа зумів Шон Роден у 2018 році. На турнірі 2019 року не виступали чемпіони попередніх років Шон Роден та Філ Хіт, перемогу завоював Брендон Каррі.
Починаючи з 2018 року було введено титул "Народний містер Олімпія", якого вибирали глядачі. Першим володарем титулу став Руллі Вінклаар, а у 2019 році його отримав іранський атлет Хаді Чупан.
14 лютого 2020 року компанія American Media оголосила про продаж компанії Mr. Olympia LLC, яка володіє брендом Містер Олімпія і правами на проведення змагань, американському підприємцю Джейку Вуду.

## Кваліфікація
У 2011 році, одразу після утвердження Olympia Weekend, Голова професіональної ліги IFBB Джим Маніон визначив наступні правила кваліфікації:
- Перші 5 у кожній категорії Олімпії.
- Перші 3 у кожній категорії на Arnold Classic/International.
- Перші 2 у кожній категорії на New York Pro.
- 1-ше місце на всіх інших турнірах, навіть на Чемпіонаті світу серед аматорів (Amateurs World Championship).

Професіональна ліга IFBB та Mr. Olympia, LLC можуть надавати особливі запрошення для окремих атлетів.

## Категорії
У чоловічому бодибілдингу існують наступні категорії.

### Mr. Olympia
Іншими словами відкрита категорія, в якій виступають атлети з максимальною масою понад 100 кг.

### 212 Olympia
Категорія заснована у 2008 році для невисоких атлетів, в якій існують обмеження на зріст (166 см) та масу учасників (96,6 кг / 212 фунтів).

### Classic Physique Olympia
Створена у 2016 році категорія має на меті популяризувати естетичний бодибілдинг класичної епохи 1970-х. Атлети володіють хорошими пропорціями та меншою масою, ніж у відкритій категорії.

### Men's Physique Olympia
Категорія існує з 2013 року, атлети виступають у пляжних шортах та мають, як правило, меншу масу, ніж у категорії Classic Physique.

## Переможці

### Mr. Olympia
| Рік  | Переможець                | Місце                                        |
| ---- | ------------------------- | -------------------------------------------- |
| 1965 | Ларрі Скотт               | Нью-Йорк, Нью-Йорк, США                      |
| 1966 | Ларрі Скотт               | Нью-Йорк, Нью-Йорк, США                      |
| 1967 | Серхіо Оліва              | Нью-Йорк, Нью-Йорк, США                      |
| 1968 | Серхіо Оліва              | Нью-Йорк, Нью-Йорк, США                      |
| 1969 | Серхіо Оліва              | Нью-Йорк, Нью-Йорк, США                      |
| 1970 | Арнольд Шварценеггер      | Нью-Йорк, Нью-Йорк, США                      |
| 1971 | Арнольд Шварценеггер      | Париж, Франція                               |
| 1972 | Арнольд Шварценеггер      | Ессен, Північний Рейн — Вестфалія, Німеччина |
| 1973 | Арнольд Шварценеггер      | Нью-Йорк, Нью-Йорк, США                      |
| 1974 | Арнольд Шварценеггер      | Нью-Йорк, Нью-Йорк, США                      |
| 1975 | Арнольд Шварценеггер      | Преторія, Гаутенг, Південна Африка           |
| 1976 | Франко Коломбо            | Коламбус, Огайо, США                         |
| 1977 | Френк Зейн                | Коламбус, Огайо, США                         |
| 1978 | Френк Зейн                | Коламбус, Огайо, США                         |
| 1979 | Френк Зейн                | Коламбус, Огайо, США                         |
| 1980 | Арнольд Шварценеггер      | Сідней, Новий Південний Уельс, Австралія     |
| 1981 | Франко Коломбо            | Коламбус, Огайо, США                         |
| 1982 | Кріс Дікерсон             | Лондон, Англія, Велика Британія              |
| 1983 | Самір Баннут              | Мюнхен, Баварія, Німеччина                   |
| 1984 | Лі Хейні                  | Нью-Йорк, Нью-Йорк, США                      |
| 1985 | Лі Хейні                  | Брюссель, Бельгія                            |
| 1986 | Лі Хейні                  | Коламбус, Огайо, США                         |
| 1987 | Лі Хейні                  | Гетеборг, Швеція                             |
| 1988 | Лі Хейні                  | Лос-Анджелес, Каліфорнія, США                |
| 1989 | Лі Хейні                  | Ріміні, Емілія-Романья, Італія               |
| 1990 | Лі Хейні                  | Чикаго, Іллінойс, США                        |
| 1991 | Лі Хейні                  | Орландо, Флорида, США                        |
| 1992 | Доріан Єйтс               | Гельсінкі, Фінляндія                         |
| 1993 | Доріан Єйтс               | Атланта, Джорджія, США                       |
| 1994 | Доріан Єйтс               | Атланта, Джорджія, США                       |
| 1995 | Доріан Єйтс               | Атланта, Джорджія, США                       |
| 1996 | Доріан Єйтс               | Чикаго, Іллінойс, США                        |
| 1997 | Доріан Єйтс               | Лонг-Біч, Каліфорнія, США                    |
| 1998 | Ронні Коулмен             | Нью-Йорк, Нью-Йорк, United States            |
| 1999 | Ронні Коулмен             | Лас-Вегас, Невада, США                       |
| 2000 | Ронні Коулмен             | Лас-Вегас, Невада, США                       |
| 2001 | Ронні Коулмен             | Лас-Вегас, Невада, США                       |
| 2002 | Ронні Коулмен             | Лас-Вегас, Невада, США                       |
| 2003 | Ронні Коулмен             | Лас-Вегас, Невада, США                       |
| 2004 | Ронні Коулмен             | Лас-Вегас, Невада, США                       |
| 2005 | Ронні Коулмен             | Лас-Вегас, Невада, США                       |
| 2006 | Джей Катлер               | Лас-Вегас, Невада, США                       |
| 2007 | Джей Катлер               | Лас-Вегас, Невада, США                       |
| 2008 | Декстер Джексон           | Лас-Вегас, Невада, США                       |
| 2009 | Джей Катлер               | Лас-Вегас, Невада, США                       |
| 2010 | Джей Катлер               | Лас-Вегас, Невада, США                       |
| 2011 | Філ Хіт                   | Лас-Вегас, Невада, США                       |
| 2012 | Філ Хіт                   | Лас-Вегас, Невада, США                       |
| 2013 | Філ Хіт                   | Лас-Вегас, Невада, США                       |
| 2014 | Філ Хіт                   | Лас-Вегас, Невада, США                       |
| 2015 | Філ Хіт                   | Лас-Вегас, Невада, США                       |
| 2016 | Філ Хіт                   | Лас-Вегас, Невада, США                       |
| 2017 | Філ Хіт                   | Лас-Вегас, Невада, США                       |
| 2018 | Шон Роден                 | Лас-Вегас, Невада, США                       |
| 2019 | Брендон Каррі             | Лас-Вегас, Невада, США                       |
| 2020 | Мамду Елссбіай (Біг Рамі) | Орландо, Флорида, США                        |
| 2021 | Мамду Елссбіай (Біг Рамі) | Орландо, Флорида, США                        |
| 2022 | Хаді Чупан                | Лас-Вегас, Невада, США                       |
| 2023 | Дерек Лансфорд            | Орландо, Флорида, США                        |

### 212 Olympia
| Рік  | Переможець      | Місце                  |
| ---- | --------------- | ---------------------- |
| 2008 | Девід Генрі     | Лас-Вегас, Невада, США |
| 2009 | Кевін Інгліш    | Лас-Вегас, Невада, США |
| 2010 | Кевін Інгліш    | Лас-Вегас, Невада, США |
| 2011 | Кевін Інгліш    | Лас-Вегас, Невада, США |
| 2012 | Флекс Льюіс     | Лас-Вегас, Невада, США |
| 2013 | Флекс Льюіс     | Лас-Вегас, Невада, США |
| 2014 | Флекс Льюіс     | Лас-Вегас, Невада, США |
| 2015 | Флекс Льюіс     | Лас-Вегас, Невада, США |
| 2016 | Флекс Льюіс     | Лас-Вегас, Невада, США |
| 2017 | Флекс Льюіс     | Лас-Вегас, Невада, США |
| 2018 | Флекс Льюіс     | Лас-Вегас, Невада, США |
| 2019 | Камаль Ергаргні | Лас-Вегас, Невада, США |

### Classic Physique Olympia
| Рік  | Переможець   | Місце                  |
| ---- | ------------ | ---------------------- |
| 2016 | Денні Хестер | Лас-Вегас, Невада, США |
| 2017 | Бреон Енслі  | Лас-Вегас, Невада, США |
| 2018 | Бреон Енслі  | Лас-Вегас, Невада, США |
| 2019 | Кріс Бамстед | Лас-Вегас, Невада, США |
| 2020 | Кріс Бамстед | Лас-Вегас, Невада, США |
| 2021 | Кріс Бамстед | Лас-Вегас, Невада, США |
| 2022 | Кріс Бамстед | Лас-Вегас, Невада, США |
| 2023 | Кріс Бамстед | Лас-Вегас, Невада, США |

### Men's Physique Olympia
| Рік  | Переможець          | Місце                  |
| ---- | ------------------- | ---------------------- |
| 2013 | Марк Ентоні Вінгсон | Лас-Вегас, Невада, США |
| 2014 | Джеремі Буендіа     | Лас-Вегас, Невада, США |
| 2015 | Джеремі Буендіа     | Лас-Вегас, Невада, США |
| 2016 | Джеремі Буендіа     | Лас-Вегас, Невада, США |
| 2017 | Джеремі Буендіа     | Лас-Вегас, Невада, США |
| 2018 | Брендон Хендріксон  | Лас-Вегас, Невада, США |
| 2019 | Реймонт Едмондс     | Лас-Вегас, Невада, США |

## Статистика

### Кількість перемог
| Перемоги | Переможець                | Роки                 |
| -------- | ------------------------- | -------------------- |
| 8        | Лі Хейні                  | 1984–1991            |
| 8        | Ронні Коулмен             | 1998–2005            |
| 7        | Арнольд Шварценеггер      | 1970–1975, 1980      |
| 7        | Філ Хіт                   | 2011–2017            |
| 6        | Доріан Єйтс               | 1992–1997            |
| 4        | Джей Катлер               | 2006–2007, 2009–2010 |
| 3        | Серхіо Оліва              | 1967–1969            |
| 3        | Френк Зейн                | 1977–1979            |
| 2        | Ларрі Скотт               | 1965, 1966           |
| 2        | Франко Коломбо            | 1976, 1981           |
| 2        | Мамду Елссбіай (Біг Рамі) | 2020, 2021           |
| 1        | Самір Баннут              | 1983                 |
| 1        | Кріс Дікерсон             | 1982                 |
| 1        | Декстер Джексон           | 2008                 |
| 1        | Шон Роден                 | 2018                 |
| 1        | Брендон Каррі             | 2019                 |
| 1        | Хаді Чупан                | 2022                 |
| 1        | Дерек Лансфорд            | 2023                 |

### Переможці
| Наймолодший | Арнольд Шварценеггер      | 23 роки |
| Найстарший  | Шон Роден                 | 43 роки |
| Найвищий    | Арнольд Шварценеггер      | 187 см  |
| Найнижчий   | Франко Коломбо            | 166 см  |
| Найлегший   | Франко Коломбо            | 84 кг   |
| Найважчий   | Мамду Елссбіай (Біг Рамі) | 143 кг  |

### Всі учасники
| Наймолодший | Гарольд Пул               | 21 рік |
| Найстарший  | Альберт Беклес            | 61 рік |
| Найвищий    | Ральф Мьоллер             | 197 см |
| Найнижчий   | Флавіо Баччіаніні         | 148 см |
| Найлегший   | Марвін Вард               | 65 кг  |
| Найважчий   | Мамду Елссбіай (Біг Рамі) | 143 кг |